# فرناندو مانويل دي جيسوس سانتوس
فرناندو مانويل دي جيسوس سانتوس (بالبرتغالية: Fernando Manuel de Jesus Santos‏) المعروف باسم ناندينيو (بالبرتغالية: Nandinho‏) (من مواليد 17 مارس 1973 في بورتو، البرتغال) هو لاعب كرة قدم برتغالي معتزل لعب كجناح أيمن وهو حاليا مدرب.
لعب في الدوري البرتغالي 257 مباراة وسجل 41 هدف على مدار 11 موسم أغلبها مع جيل فيسنتي (أربع سنوات).

## المسيرة الرياضية لاعبا
ولد ناندينيو في بورتو ولعب كرة القدم للهواة حتى سن 22 عام ووقع مع نادي سالغويروس في عام 1995 قادما من كاستيلو دي مايا. أفضل سجل تهديفي كان تسجيل 13 هدفا في 30 مباراة في موسمه الثالث مما ساعد فريقه على الوصول إلى المركز الثامن.
بعد ذلك وقع ناندينيو مع بنفيكا - الذي سجل ضده سابقا - حيث كان جرايم سونيس هو المدير الفني. نظرا لإحضار العديد من اللاعبين البريطانيين فقد تم اعتباره في النهاية فائضا عن الحاجة وأنهى فترته الأولى مع فريق المزرعة ألفيركا حيث سجل ثلاثية في الفوز 3–2 على أرضه أمام سبورتينغ لشبونة في 17 أبريل 1999.
انضم ناندينيو إلى نادي فيتوريا في صيف 1999 ونادرا ما لعب مع باولو أوتوري ولكنه شارك أكثر تحت قيادة المدرب الجديد ألفارو ماجالهايس. اعتزل في يونيو 2007 عن عمر يناهز 34 عاما بعد ما قضى فترات مع جيل فيسنتي في الدرجة الأولى ونادي ليكسويس في دوري الدرجة الثانية.

## المسيرة الرياضية مدربا
في 28 مايو 2015 بعد عدة سنوات من تدريب فرق الشباب تم اختيار ناندينيو خلفا لخوسيه موتا على رأس فريق جيل فيسنتي الأول الذي هبط مؤخرا من الدرجة الأولى. ترك المنصب في 11 مايو من العام التالي وتولى تدريب فاماليساو في 17 أكتوبر.
استقال ناندينيو في 2 أبريل 2017 وكان النادي قريبا من مراكز الهبوط في الدرجة الثانية. عاد إلى جيل فيسنتي في نهاية موسم 2018 وحقق الصعود دون اللعب ثم تم إعفاءه من واجباته.
انتقل ناندينيو إلى الخارج لأول مرة في 16 أكتوبر 2019 ليحل محل إستيبان نافارو المفصول في نادي ألميريا ب. في 26 يونيو التالي تم تعيينه مساعدا لمدير الفريق الأول حتى نهاية الموسم وأصبح ماريو سيلفا المدير الفني للفريق لكنه عاد إلى منصبه السابق في 27 يوليو بعد إقالة سيلفا.
في 24 أغسطس 2022 تم تعيين ناندينيو من قبل نادي بي-ساد الذي طرد خوسيه ماريا براتاس بعد مرور ثلاث مباريات في موسم الدرجة الثانية. تم طرده في 31 يناير التالي بعد أن حصل على 15 نقطة في 14 مباراة للفريق صاحب المركز 16 على الرغم من وصوله إلى ربع نهائي كأس البرتغال.
في 17 أكتوبر 2023 أعلن النادي الأهلي البحريني عن تعاقده مع ناندينيو لقيادة الفريق الأول خلفا للمدرب السوري هيثم جطل خلال ما تبقى من منافسات الموسم.

## إحصائيات تدريبية
آخر تحديث 1 يوليو 2020.
| الفريق    | البلد    | من             | إلى           | السجل | السجل | السجل | السجل | السجل | السجل | السجل | السجل  | Ref   |
| الفريق    | البلد    | من             | إلى           | G     | W     | D     | L     | GF    | GA    | GD    | Win %  | Ref   |
| --------- | -------- | -------------- | ------------- | ----- | ----- | ----- | ----- | ----- | ----- | ----- | ------ | ----- |
| جل فيسنتي | البرتغال | 28 مايو 2015   | 15 مايو 2016  | 54    | 20    | 16    | 18    | 71    | 68    | +3    | 037٫04 | [ 2 ] |
| فاماليساو | البرتغال | 17 أكتوبر 2016 | 2 أبريل 2017  | 24    | 8     | 7     | 9     | 25    | 25    | +0    | 033٫33 | [ 3 ] |
| جل فيسنتي | البرتغال | 28 يونيو 2018  | 13 مايو 2019  | 36    | 23    | 4     | 9     | 66    | 31    | +35   | 063٫89 | [ 2 ] |
| ألميريا ب | إسبانيا  | 16 أكتوبر 2019 | 26 يونيو 2020 | 21    | 12    | 7     | 2     | 46    | 18    | +28   | 057٫14 | [ 4 ] |
| المجموع   | المجموع  | المجموع        | المجموع       | 135   | 63    | 34    | 38    | 208   | 142   | +66   | 046٫67 | —     |